# Aria di Parigi
Aria di Parigi (L'air de Paris) è un film del 1954 diretto da Marcel Carné, tratto dal romanzo La Choute di Jacques Viot.
È stato presentato in concorso alla 19ª Mostra del cinema di Venezia, dove Jean Gabin ha vinto la Coppa Volpi per la migliore interpretazione maschile per questa interpretazione e per quella in Grisbì di Jacques Becker.

## Trama
Victor Le Garrec è un pugile ex campione che vive a Parigi, mentre la moglie Blanche vorrebbe trasferirsi sulla Costa Azzurra.
Nella palestra che dirige incontra il giovane André Menard, detto Dedé, che ha la stoffa per diventare un futuro campione e lo sottopone ad una severa disciplina. Andrè, grazie a Corinne, trova la forza di volontà necessaria per affrontare e vincere un incontro importante. Ma il loro amore ha vita breve.
André si trova ad un bivio: da un lato la carriera sportiva curata da Victor e dall'altro la vita di coppia con Corinne. Sarà la ragazza a scegliere di farsi da parte per permettere al pugile di raggiungere gli obiettivi sognati da Victor.

## Produzione
Le riprese si svolsero nel marzo-aprile 1954.

## Distribuzione
La prima del film avvenne il 24 settembre 1954, preceduta da una serata di gala a Montecarlo il 15 agosto.

## Critica
Per il Dizionario Mereghetti è un film di «onesta medietà». Il Dizionario Morandini lo definisce un'«opera minore, logora e stanca, che sostituisce un sentimentalismo rosa al pessimismo nero».